# Knud Wiinstedt
Knut Jørgen Frederik Wiinstedt (ur. 3 września 1878 w Horsens, zm. 8 czerwca 1964 we Frederiksbergu) – duński botanik (między innymi hieracjolog).

## Życiorys
W latach 1898–1901 uczył się zawodu w aptece prowadzonej przez ojca. Następnie uczył się malarstwa i śpiewu. W latach 1911–1931 śpiewał w chórze opery królewskiej. Równolegle od r. 1918 pracował jako asystent, a w latach 1927–1959 jako kustosz w Muzeum Botanicznym w Kopenhadze. Jego poezje zebrane wydano w r. 1939.
W 1940 został członkiem honorowym Duńskiego Towarzystwa Botanicznego.

## Znaczenie w historii nauki
Opisał kilkadziesiąt nowych gatunków (mikrogatunków) jastrzębców, spomiędzy których dla przykładu można wymienić 
- w obrębie sekcji Hieracium L.:
  - Hieracium turbinicephalum Wiinst.[4], znane z dwóch lokalizacji na Zelandii[5];
  - Hieracium pseudotorticeps Wiinst.[6], nierzadkie na południowym wschodzie Jutlandii, rozproszone na Fionii[5];
- w obrębie sekcji Vulgata (Griseb.) Willk. & Lange:
  - Hieracium eustictiforme Wiinst.[7], znane z południa Jutlandii[5];
  - Hieracium megachaetum Wiinst.[8], znane z dwóch lokalizacji na wschodzie Jutlandii[5];
- w obrębie sekcji Tridentata Fr. (Gremli):
  - Hieracium keldii Wiinst.[9], znane z nielicznych stanowisk na Jutlandii i Fionii[5];
  - Hieracium auriglandulum Wiinst.[10], rozpowszechnione na Jutlandii, znane również z Zelandii i Fionii[5].

W r. 1939 opublikował opracowanie rozmieszczenia geograficznego jastrzębców Danii. 
W latach 1934–1950 był redaktorem kolejnych wydań (piątego, szóstego i siódmego) Dansk Ekskursions-Flora, pierwszego klucza do oznaczania roślin Danii autorstwa Christena Raunkiæra.

## Upamiętnienie
Na jego cześć nazwano Hieracium wiinstedtii Keld, gatunek jastrzębca z sekcji Hieracium, znany z dwóch lokalizacji na Jutlandii oraz Taraxacum wiinstedtii H. Øllg., gatunek mniszka o szerokim rozprzestrzenieniu geograficznym, występujący również w Polsce.